# Chicago Boys (film)
Pour plus de détails, voir Fiche technique et Distribution.
Chicago Boys est un film documentaire chilien réalisé par Carola Fuentes et Rafael Valdeavellano, sorti en 2015.

## Synopsis
L'histoire des Chicago Boys, un groupe d'économistes chiliens des années 1970, formés à l'Université de Chicago et influencés par Milton Friedman et Arnold Harberger ayant travaillé pour la dictature militaire chilienne dirigée par le général Augusto Pinochet.

## Fiche technique
- Titre : Chicago Boys
- Réalisation : Carola Fuentes et Rafael Valdeavellano
- Scénario : Carola Fuentes et Rafael Valdeavellano
- Musique : Gabriel Pulido
- Photographie : Pablo Valdés
- Montage : Rafael Valdeavellano
- Production : Herta Mladinic
- Société de production : CNTV, Corfo et La Ventana Cine
- Pays :  Chili
- Genre : Documentaire
- Durée : 85 minutes
- Dates de sortie : 
  - Chili : 5 novembre 2015

## Distinctions
Le film a reçu le prix du jury au DocsMX 2016 et au Sunscreen Film Festival 2017.